# Ian Stewart (pilota automobilistico)
Ian Macpherson McCallum Stewart (Edimburgo, 15 luglio 1929 – Crieff, 19 marzo 2017) è stato un pilota automobilistico britannico.
Partecipò al Gran Premio di Gran Bretagna 1953 a bordo di una Connaught della Ecurie Ecosse senza portare a termine la gara.
Corse inoltre in campionati per vetture sport ottenendo buoni risultati. Ritiratosi presto dall'automobilismo, passò ad occuparsi dell'azienda agricola familiare a Perth e Kinross.

## Risultati in Formula 1
| 1953 | Scuderia      | Vettura   |  |  |  |  |  |     |  |  |  | Punti | Pos. |
| ---- | ------------- | --------- |  |  |  |  |  | --- |  |  |  | ----- | ---- |
| 1953 | Ecurie Ecosse | Connaught |  |  |  |  |  | Rit |  |  |  | 0     |      |

| Legenda | 1º posto     | 2º posto | 3º posto    | A punti         | Senza punti/Non class.  | Grassetto – Pole position Corsivo – Giro più veloce |
| Legenda | Squalificato | Ritirato | Non partito | Non qualificato | Solo prove/Terzo pilota | Grassetto – Pole position Corsivo – Giro più veloce |